# Archimede (sous-marin, 1933)
Pour les articles homonymes, voir Archimède (homonymie) et Archimede (sous-marin).
Le Archimede est un sous-marin, navire de tête de la classe Archimede, en service dans la Regia Marina à partir de 1934.
Il participe à la guerre civile espagnole, pendant laquelle il est donné à la marine (Armada Española) de l'Espagne nationaliste, qui le rebaptise General Mola. Il est ensuite resté en service jusqu'en 1959, date à laquelle il est  déclassé et mise au rebut.
Le sous-marin porte le nom d'Archimède (287 av. J.-C.-212 av. J.-C.), scientifique grec de Sicile (Grande-Grèce) de l'Antiquité, physicien, mathématicien et ingénieur.

## Caractéristiques
Les Archimède étaient des sous-marins de haute mer (ou de "grande croisière") à double coque partielle. Ils déplaçaient 986 tonnes en surface et 1 259 tonnes en immersion. Les sous-marins mesuraient une longueur totale de 70,5 mètres, avaient une largeur de 6,87 mètres et un tirant d'eau de 4,12 mètres. Ils avaient une profondeur de plongée opérationnelle de 100 mètres. L'équipage se composait de 6 officiers, 49 sous-officiers et marins .
Le système de propulsion était de type conventionnel, avec deux moteurs diesel TOSI pour la navigation de surface, d'une puissance totale de 3 000 chevaux-vapeur (2 200 kW), chacun entraînant un arbre d'hélice. En immersion, chaque hélice était entraînée par un moteur électrique Ansaldo de 700 chevaux-vapeur (515 kW). Ces moteurs électriques étaient alimentés par une batterie d'accumulateurs composée de 124 éléments. Ils pouvaient atteindre 17 nœuds (31 km/h) en surface et 7,7 nœuds (14,3 km/h) sous l'eau. En surface, la classe Archimede avait une autonomie de 10 300 milles nautiques (19 100 km) à 8 nœuds (15 km/h); en immersion, elle avait une autonomie de 105 milles nautiques (194 km) à 3 nœuds (5,6 km/h).
Les sous-marins étaient armés de huit tubes lance-torpilles de 53,3 centimètres (21 pouces), quatre à l'avant et quatre à l'arrière, pour lesquels ils transportaient un total de 16 torpilles. L'armement d'artillerie pour le combat en surface était basé sur 2 canon de pont OTO 100/47 un à l'avant et un à l'arrière de la tour de contrôle (kiosque). Leur armement anti-aérien consistait en deux mitrailleuses simples Breda Model 1931 de 13,2 mm.

## Construction et mise en service
Le Archimede est construit par le chantier naval Cantieri navali Tosi di Taranto (TOSI) de Tarente en Italie, et mis sur cale le 1er octobre 1931. Il est lancé le 10 décembre 1934 et est achevé et mis en service le 1er août 1934. Il est commissionné le même jour dans la Regia Marina.

## Historique

### Dans la marine italienne (Regia Marina)
Lancé en août 1934 dans le chantier naval Tosi à Tarente, le Archimede ne reste en service que trois ans sous pavillon italien.
Une fois terminé, le Archimede rejoint - avec ses navires-jumeaux (sister ships) - le XIIe Escadron de sous-marins (IIIe Flottille), basé à Tarente. Cette formation est ensuite devenue le 44e escadron puis le 41e, faisant partie du IVe groupe de sous-marins à Tarente; le Archimede est ensuite déployé à Tobrouk en Libye.
En 1937, il participe clandestinement à la guerre d'Espagne. Il quitte Naples pour sa seule mission de ce type, sous le commandement du capitaine de corvette Sergio Lusena, le 1er janvier, en attaquant au large de Barcelone où il tente à douze reprises d'attaquer des unités suspectes, sans jamais lancer de torpilles. Il revient à Naples quinze jours plus tard.

### Dans la marine espagnole (Armada Española)
Il est alors décidé, sous la pression de Francisco Franco et de la marine nationaliste espagnole, de le donner à cette dernière avec son navire-jumeau, le Evangelista Torricelli.
Le 19 avril 1937, après quelques travaux effectués à La Spezia, est provisoirement nommée C-3 (le nom était celui d'un sous-marin républicain espagnol C-3, torpillé et coulé par le U-34 allemand avec seulement trois survivants, et dont le sort était inconnu des autorités espagnoles: les italiens voulaient ainsi cacher l'acquisition d'un sous-marin italien par les forces franquistes) et atteignit l'île de Cabrera des îles Baléares. L'équipage italien est débarqué (ils seront rapatriés sur le destroyer Pigafetta) et remplacé par un équipage espagnol.
Le lendemain, sous le commandement du capitaine de corvette Pedro Suanzes, le sous-marin se rend à Pollenza pour y être entraîné. Rebaptisé 'General Mola, il entame sa première mission le 13 mai 1937 et dix-sept jours plus tard, il coule avec un de ses canon le navire à moteur Granada (234 tonneaux de jauge brute ou TJB) au large de Soller, tandis que le 4 avril, il coule le vapeur Rapido,.
Le 29 juin, il canonne le pétrolier Campero (6 282 TJB) mais il doit battre en retraite avant de pouvoir le couler en raison d'une attaque aérienne, tandis que le 26 juillet, il coule le navire à vapeur Cabo Palos (6 432 TJB),. Enfin, le 11 janvier 1938, il torpille le vapeur néerlandais Hannah (3 697 TJB), qui coule au large du cap Saint-Antoine.
Le 21 août, il entame sa troisième patrouille, avec l'ordre de localiser un hydravion tombé à la mer. Ils n'ont réussi à récupérer qu'un de ses flotteurs.
Par la suite, l'un des deux canons de 100 mm, celui de la poupe, est retiré.
Il est désarmé le 24 mai 1959. Alors qu'il est remorqué vers le chantier de démolition, en décembre 1959, il coule dans une tempête.
| Date            | Navire     | Nationalité | Tonnage en tonneaux de jauge brute | Notes |
| --------------- | ---------- | ----------- | ---------------------------------- | ----- |
| 30 mai 1937     | Granada    | Espagne     | 234                                | Cargo |
| 4 avril 1937    | Rapido     | Espagne     |                                    | Cargo |
| 26 juillet 1937 | Cabo Palos | Espagne     | 6 432                              | Cargo |
| 11 janvier 1938 | Hannah     | Pays-Bas    | 3 697                              | Cargo |

### Commandants du sous-marin
sous commandement de la Armada Española
| Grade                  | Nom                                   | du         | au         |
| ---------------------- | ------------------------------------- | ---------- | ---------- |
| Capitaine de corvette  | Rafael Fernández de Bobadilla         | 22-4-1937  | 17-6-1938  |
| Capitaine de corvette  | Melchor Ordóñez Mapelli               | 17-6-1938  | 8-7-1940   |
| Capitaine de corvette  | Luis Huerta de los Ríos               | 8-7-1940   | 3-7-1941   |
| Capitaine de corvette  | Joaquín Cervera Cervera               | 3-7-1941   | 21-7-1942  |
| Capitaine de corvette  | Manuel Cervera Cabello                | 28-7-1942  | 15-1-1944  |
| Capitaine de corvette  | Gonzalo Díaz García                   | 15-1-1944  | 05-9-1946  |
| Capitaine de corvette  | José L. Rodríguez Torres              | 5-9-1946   | 29-10-1948 |
| Capitaine de corvette  | Luis Arévalo Pelluz                   | 29-10-1948 | 24-11-1950 |
| Capitán de Corbeta     | Enrique Rolamdi Gaite                 | 24-11-1950 | 12-12-1952 |
| Capitaine de corvette  | Francisco Javier de Elizalde y Laínez | 12-12-1952 | 01-09-1954 |
| Capitaine de corvette  | Enrique González Romero               | 1-9-1954   | 7-9-1956   |
| Capitaine de corvette  | Tomás Clavijo Navarro                 | 7-9-1956   | 10-7-1958  |
| Lieutenant de vaisseau | Jacinto García Abajo                  | 10-7-1958  | 24-5-1959  |